# 탈시

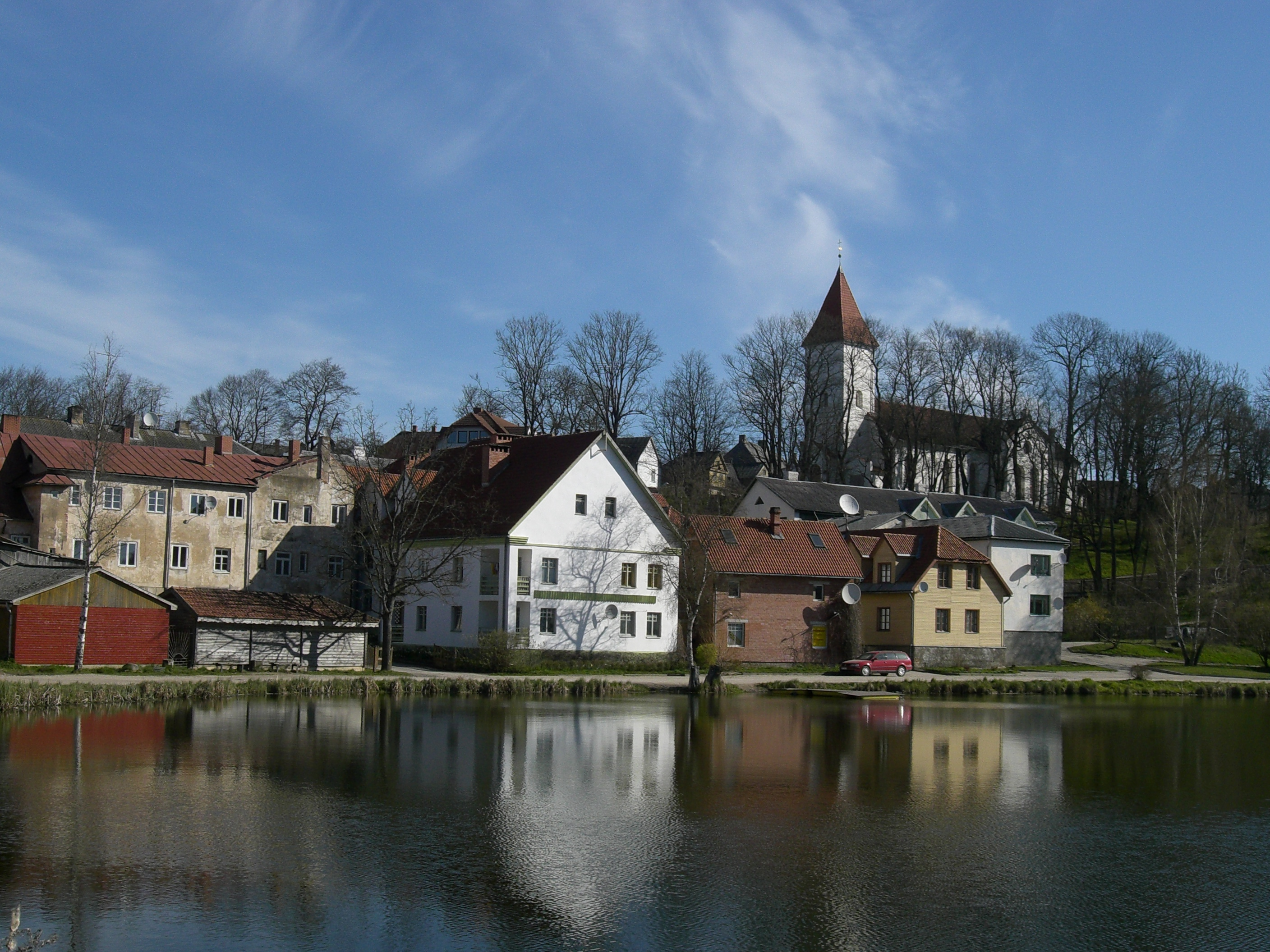
탈시

탈시(라트비아어: Talsi, 리보니아어: Tālsa, 독일어: Talsen)는 라트비아 서부에 위치한 도시로 탈시 시의 행정 중심지이며 면적은 7.8km2, 인구는 11,371명이다.

시기
시 문장